# Tillandsia rauhii
Tillandsia rauhii es una especie de planta epífita dentro del género  Tillandsia. Es originaria de Perú donde se encuentra en el Departamento de Piura.

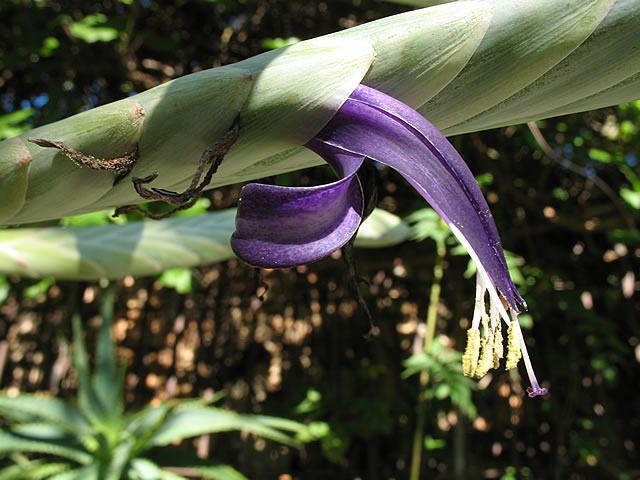
Vista de la planta

## Taxonomía
Tillandsia rauhii fue descrita por Lyman Bradford Smith y publicado en The Bromeliad Society Bulletin 8: 44. 1958.
Etimología
Tillandsia: nombre genérico que fue nombrado por Carlos Linneo en 1738 en honor al médico y botánico finlandés Dr. Elias Tillandz (originalmente Tillander) (1640-1693).
rauhii: epíteto  otorgado en honor del botánico Werner Rauh.
Sinonimia
- Tillandsia rauhii var. rauhii	[2][3]